# Maurice FitzGerald, II lord de Offaly
Maurice Fitzmaurice Fitzgerald I, II lord de Offaly (1194-20 de mayo de 1257) fue un noble normando-irlandés; militar y Justiciar de Irlanda de 1232 a 1245. Organizó numerosos ejércitos contra los irlandeses, y debido a sus duros métodos como Justiciar fue criticado por el rey Enrique III de Inglaterra. Fue sucedido como lord de Offaly por su hijo, Maurice FitzGerald, III lord de Offaly.

## Carrera
Heredó el título de lord de Offaly el 15 de enero de 1204, y fue ordenado caballero en julio de 1217, a la edad de 23. En 1224 fundó la Abadía del Sur, en Youghal, germen del priorato de la provincia irlandesa de los practicantes Franciscanos, dedicada a san Nicolás. 
Fitzgerald fue convocado a Londres para acompañar a Enrique III de Inglaterra a Poitou y Gascuña en octubre de 1229. Fue nombrado Justiciar de Irlanda en septiembre de 1232. Fitzgerald coincidió con Richard Marshall, III conde de Pembroke, en la batalla del Curragh el 1 de abril de 1234, donde el último fue herido y murió poco después. Como se rumoreaba que Marshall había sido traicionado, Fitzgerald se dirigió a Londres, donde juró ante Enrique III su inocencia sobre cualquier participación en la muerte de Marshall. Los rumores sobre su participación, sin embargo, dañaron su reputación. Más tarde FitzGerald fundó la Abadía Dominicana, en Sligo, para albergar a una comunidad de monjes que rezara por el alma del conde Marshall.
En febrero de 1235, el rey le criticó por sus procedimientos en el cargo y le describió como «poco agradable, y más aun, severo sin medida al ejecutar los mandatos reales». Ese mismo año, participó en el sometimiento de Connacht. En los años 1241 y 1242, y más tarde en 1246, 1247 y 1248, reunió ejércitos contra los irlandeses. En 1247, invadió Tyrconnell y luchó contra las fuerzas combinadas de Cenél Conaill y Cenél nEógain en la batalla de Ballyshannon. Según varios anales irlandeses, tres señores eminentes cayeron en batalla contra él: Maol Seachlainn Ó Domhnaill, rey de Tyrconnell, An Giolla Muinealach Ó Baoighill y Mac Somhairle, rey de Argyll (aparentemente idéntico a Ruaidhrí mac Raghnaill).
En 1245, Maurice fue destituido de su cargo como Justiciar por su lentitud en enviar asistencia al rey durante sus campañas militares en Gales, siendo sucedido por John Fitzgeoffrey. Ese mismo año puso los cimientos del Castillo de Sligo. En 1250, ocupó los cargos de Miembro del Consejo de Irlanda y de Comisario del Tesoro. Fundó el Priorato Franciscano en Youghal; de ahí su apodo en irlandés, un Brathair, "El Fraile" en español. En enero de 1252 se encontraba en la corte real inglesa y fue convocado de manera urgente por el rey Enrique en enero de 1254.

## Matrimonio y descendencia
Fue hijo de Gerald FitzMaurice, Lord de Offaly y Eve de Bermingham (fallecida entre junio de 1223-diciembre de 1226). Se casó con Juliana de Grenville, con la que tuvo cuatro hijos: 
- Gerald FitzMaurice Fitzgerald (f. 1243), casado una mujer de nombre desconocido, con quien tuvo dos hijos: Maurice Roe Fitzgerald, quien se ahogó en un naufragio en el mar irlandés en 1268,[7] y Juliana, esposa de sir John de Cogan, con quien tuvo hijos.
- Maurice FitzGerald, III lord de Offaly (1238-1286).
- David FitzMaurice Fitzgerald.
- Thomas FitzMaurice Fitzgerald (f. 1271, lago Mask), casado con Rohesia de St. Michael y padre de John FitzGerald, I conde de Kildare.

## Muerte
En 1257, Fitzgerald y su ejército normando se enfrentaron a las fuerzas dirigidas por Gofraidh Ó Domhnaill (Godfrey O'Donnell), rey de Tyrconnell, en la Batalla de Credan que tuvo lugar en Cairbre Drom Cliabh, al norte del actual condado de Sligo. Ambos lucharon en un combate uno a uno y resultaron gravemente heridos. Fitzgerald murió por sus heridas en el monasterio de Youghal, usando el hábito franciscano, el 20 de mayo de 1257, a los 63 años. En los Anales de los cuatro maestros, "1257", su muerte es descrita así: «Maurice Fitzgerald por algún tiempo lord justicia de Irlanda y el destructor de los irlandeses, murió» («Muiris macGerailt lustis Ereann re h-edh diosccaoilteach Gaoidheal d'écc»).
A su muerte, las propiedades en Lea, Rathangan, y Geashill pasaron a su nieto Maurice, hijo de su primogénito Gerald Fitzmaurice, que había muerto en 1243. Además, fue sucedido como lord Offaly por su hijo, Maurice Fitzgerald, en lugar de por su heredero legítimo, el mencionado Maurice.